# 1 E10 m²
Az egyes földrajzi területek nagyságrendjének összehasonlítását megkönnyítendő, a következő listában felsorolunk néhány olyan területet, melyek nagysága 10 000 km² és 100 000 km2 közé esik. Lásd még: más nagyságrendű területek.
- 10 000 km²-nél kisebb területek
- 10 000 négyzetkilométernyi terület körülbelül megegyezik:
  - 3863 négyzetmérfölddel
  - 1 000 000 hektárral
  - egy 56,4 km sugarú kör területével
- 10 452 km2 – Libanon (a 160. legnagyobb ország)
- 10 887 km2 – Kosovo
- 10 991 km2 – Jamaica
- 11 000 km2 – Tiencsin, Kína
- 13 518 km2 – Death Valley Nemzeti Park
- 14 139 km2 – Észak-Írország
- 14 371 km2 – Connecticut
- 15 007 km2 – Kelet-Timor
- 16 808 km2 – Peking
- 17 000 km2 – Hawaii
- 18 000 km2 – Ladoga-tó
- 19 009 km2 – Ontario-tó
- 20 000 km2 – Wales
- 20 253 km2 – Szlovénia
- 22 327 km2 – Manipur állam (India)
- 22 608 km2 – New Jersey
- 24 000 km2 – Palesztina területe Salamon idejében
- 24 856 km2 – a Macedón Köztársaság szárazföldi területe
- 25 000 km2 – Vermont
- 25 333 km2 – Macedón Köztársaság
- 25 665 km2 – Erie-tó
- 26 338 km2 – Ruanda
- 27 830 km2 – Burundi
- 28 748 km2 – Albánia
- 29 800 km2 – Örményország
- 30 230 km2 – Belgium szárazföldi területe
- 30 510 km2 – Belgium
- 31 560 km2 – Finnország felségvizei
- 32 114 km2 – Katalónia
- 32 900 km2 – Tanganyika-tó
- 33 371 km2 – Moldova szárazföldi területe
- 33 843 km2 – Moldova
- 33 889 km2 – Hollandia szárazföldi területe
- 35 980 km2 – Tajvani Kínai Köztársaság
- 38 863 km2 – Kerala állam, India
- 39 770 km2 – Svájc szárazföldi területe
- 41 290 km2 – Svájc
- 41 532 km2 – Hollandia
- 43 094 km2 – Dánia
- 45 226 km2 – Észtország
- 49 035 km2 – Szlovákia
- 51 129 km2 – Bosznia-Hercegovina
- 53 338 km2 – Új-Skócia szárazföldi területe
- 55 284 km2 – Új-Skócia
- 56 542 km2 – Horvátország
- 56 785 km2 – Togo
- 57 750 km2 – Michigan-tó
- 59 600 km2 – Huron-tó
- 64 589 km2 – Lettország
- 65 200 km2 – Litvánia
- 68 401 km2 – Tasmania szárazföldi területe
- 68 870 km2 – Viktória-tó (Afrika)
- 69 700 km2 – Grúzia
- 70 282 km2 – Ír Köztársaság
- 72 908 km2 – Új-Brunswick
- 78 782 km2 – Skócia
- 82 000 km2 – Felső-tó
- 83 858 km2 – Ausztria
- 84 421 km2 – Ír-sziget
- 86 600 km2 – Azerbajdzsán
- 88 752 km2 – Nyugat-Bengál
- 89 810 km2 – Horvátország
- 91 951 km2 – Portugália szárazföldi területe
- 92 340 km2 – Magyarország szárazföldi területe
- 92 391 km2 – Portugália
- 93 000 km2 – Indiana
- 93 030 km2 – Magyarország
- 98 480 km2 – Dél-Korea (a 107. legnagyobb ország)

Lásd még: 
- 100 000 km²-nél nagyobb területek
- nagyságrendek